# Velkro
Velkro (ang. Velcro) je vrsta hitrega pritrjevalca na oblačilih, ki je sestavljen iz kljuk in zank. Velcro je sicer ime družbe, ki ga je prva proizvajala.
Velkro je razvil švicarski inženir George de Mestral leta 1948. De Mestral je dobil idejo, ko se je nekega dne vračal z lovskega izleta. Na svoji obleki je našel semena repinca, ki so se čvrsto držala. De Mestral je patentiral Velcro leta 1955, v proizvodnjo je vstopil v poznih 1950. letih. Tržno ime Velcro je v nekaterih državah registrirano in se uporablja samo za izdelke tega proizvajalca. 
Termin Velcro izhaja iz francoskih besed »velour« (žamet) in »crochet« (kljuka).